# Гордана Бабић Ђорђевић
Гордана Бабић-Ђорђевић (Ваљево, 22. фебруар 1932 — Београд, 25. децембар 1993) била је српска историчарка уметности, универзитетска професорка и дописна чланица САНУ.

## Биографија
У Ваљеву је завршила основну школу и гимназију. На Филозофском факултету у Београду дипломирала је историју уметности. На овом факултету је и магистрирала 1958. године. Потом се специјализовала у Паризу од 1958. до 1961. године и у Вашингтону. Докторирала је на Сорбони са дисертацијом Les chapelles annexes des églises byzantines. Fonction liturgique et programmes iconographiques јуна 1963. Радила је у Југословенском институту за заштиту споменика од 1963. до 1969. а потом у Хиландарском одбору САНУ од 1969. до 1979. Ванредни професор Филозофског факултета у Београду постала је 1979. а редовни 1987. Дописни члан САНУ постала је 1988. Била је одговорни уредник Зографа од 1985. до 1993. Од Бечког универзитета добила је награду Gottfried von Herder. Године 1989. постала је почасни члан Друштва за хришћанску археологију у Атини. Била је учесник бројних домаћих и међународних научних скупова.
Главно поље њеног научног интересовања било је средњовековно православно сликарство, посебно византијско и српско. Интересовала се за иконографију и распоред приказа неких религиозних сцена и појединих светитељских фигура. Испитивала је однос између декоративне и литургијске функције делова православног храма. У српској средњовековној уметности изучавала је приказе владара и других великодостојника као и разлике и сличности са византијским узорима. Бавила се и натписима на фрескама а њен рад који је прочитала на XVIII конгресу византолога у Москви 1991. године представљао је један од првих покушаја да се објасни социјални фактор византијског сликарства.
Поред фреско-сликарства бавила се и проучавањем икона. Пред крај живота интензивно је проучавала украсе у старим рукописима, нарочито тератолошке мотиве у српским и грчким рукописима.
Написала је и неколико монографија о српским средњовековним богомољама. Значајна је њена књига о Краљевој цркви у Студеници коју је Војислав Ј. Ђурић оценио као: „ремек-дело искусног научника, који поуздано разрешава и најсложенија питања.“ За прва два тома Историје српског народа написала је синтетичке прегледе појединих раздобља старе српске уметности. За Oxford Dictionary od Byzantium (vol 1-3, New York/Oxford, 1991) написала је чланке о српској уметности. Такође је написала и велики број приказа књига и чланака.

## Важнији радови
- Панић, Драга; Бабић, Гордана (1975). Богородица Љевишка. Београд: Српска књижевна задруга.
- Бабић-Ђорђевић, Гордана (1981). „Класицизам доба Палелога у српској уметности”. Историја српског народа. 1. Београд: Српска књижевна задруга. стр. 476—495.
- Бабић-Ђорђевић, Гордана (1981). „Разграњавање уметничке делатности и појаве стилске разнородности”. Историја српског народа. 1. Београд: Српска књижевна задруга. стр. 641—663.
- Бабић-Ђорђевић, Гордана; Ђурић, Војислав Ј. (1982). „Полет уметности”. Историја српског народа. 2. Београд: Српска књижевна задруга. стр. 144—191.
- Бабић, Гордана; Кораћ, Војислав; Ћирковић, Сима (1986). Студеница. Београд: Југословенска ревија.
  - Ćirković, Sima; Korać, Vojislav; Babić, Gordana (1986). Studenica monastery. Belgrade: Jugoslovenska revija.
  - Ćirković, Sima; Korać, Vojislav; Babić, Gordana (1986). Le monastère de Studenica. Belgrade: Jugoslovenska revija.
- Бабић, Гордана (1987). Краљева црква у Студеници. Београд: Просвета; Републички завод за заштиту споменика културе.
- Ђурић, Војислав Ј.; Бабић-Ђорђевић, Гордана (1997). Српска уметност у средњем веку (PDF). 1. Београд: Српска књижевна задруга. Архивирано из оригинала 13. 04. 2025. г. Приступљено 14. 04. 2025.
- Ђурић, Војислав Ј.; Бабић-Ђорђевић, Гордана (1997). Српска уметност у средњем веку (PDF). 2. Београд: Српска књижевна задруга. Архивирано из оригинала 13. 04. 2025. г. Приступљено 14. 04. 2025.